# Yalnızdut, Kadirli
Yalnızdut là một xã thuộc huyện Kadirli, tỉnh Osmaniye, Thổ Nhĩ Kỳ. Dân số thời điểm năm 2010 là 267 người.